# Volkssterrenwacht Copernicus
Volkssterrenwacht Copernicus is een sterrenwacht in Overveen, gemeente Bloemendaal. De sterrenwacht ligt in het Nationaal Park Zuid-Kennemerland en is gelegen net achter het voormalige waterwinterrein van PWN en vlak bij Middenduin. De sterrenwacht is vernoemd naar Pruisisch astronoom Nicolaas Copernicus.

## Geschiedenis
De Stichting Volkssterrenwacht Copernicus werd in 1974 opgericht en was gevestigd aan de Vergierdeweg in Haarlem. De sterrenwacht is door de leden zelf ontworpen en gebouwd. In 1985 werden de koepel en de kijker in gebruik genomen. Door de bouw van het ziekenhuis werden sportvelden en de daarbij behorende lichtmasten verplaatst richting de Vergierdeweg waardoor de sterrenwacht in de verdrukking kwam. De sterrenwacht verhuisde daarom in 2003 naar het terrein van PWN aan de Zeeweg in Bloemendaal, waar het werd opgebouwd op de fundering van een van de reinwaterkelders.

## Activiteiten
De sterrenwacht is regelmatig geopend voor publiek. Daarnaast verzorgt men cursussen en lezingen en zijn er presentaties over het heelal en de ruimtevaart. Tevens is de sterrenwacht open tijdens bijzondere gebeurtenissen als zons- en maansverduisteringen en landelijke evenementen als het Weekend van de Wetenschap, de Nacht van de Nacht, Landelijke Sterrenkijkdagen en de Landelijke Zonnekijkdag van de KNVWS.

## Doelstellingen
Volkssterrenwacht Copernicus is een stichting die volledig wordt gedraaid door vrijwilligers. De doelstelling van de stichting is het populariseren van en bekend maken met weer- en sterrenkunde en aanverwante wetenschappen voor een breed publiek. Financieel is de stichting afhankelijk van vaste donateurs en eenmalige donaties, omdat de stichting geen subsidie ontvangt.